# Oldřich Rulc
Oldřich Rulc (28. března 1911 Strašnice – 4. dubna 1969 Brno) byl český fotbalista (levý útočník), československý reprezentant a jedna z legend brněnského fotbalu.
Jeho mladší bratr Karel Rulc byl také prvoligovým fotbalistou.

## Život
Narodil se v rodině truhláře Josefa Rulce (1870–??) a jeho manželky Anny, rozené Kohoutové (1872–??). V době narození žila rodina ve Starých Strašnicích 227.

## Sportovní kariéra
Jako kluk hrál ve Viktorii Strašnice, kde se svými 4 bratry sestavil celý 5členný útok Rulců.
V lize debutoval za Spartu Praha.
Ze Sparty byl v roce 1930 půjčen do SK Židenice a jeho hostování se brzy změnilo v přestup. V klubu SK Židenice hrál až do roku 1948 a za tu dobu zde absolvoval 700 zápasů.
Za Židenice nastoupil poprvé 7. září 1930 v Husovicích. V roce 1932 se klub přeměnil z amatérského na profesionální. Hned vyhrál 2. profesionální ligu v ročníku 1932-33 a od ročníku 1933-34 byl pravidelným účastníkem nejvyšší soutěže. Rulc vstřelil úplně první gól Židenic v 1. lize, bylo to 27. srpna 1933 na Spartě, tedy proti svému bývalému klubu. Se Židenicemi zažil vesměs úspěšné období, v 1. lize skončil tým třikrát třetí (počítáme i první poválečný ročník, kdy se hrálo ve 2 skupinách a tým byl 2. v jedné z nich) a hrál před válkou třikrát Středoevropský pohár.
V nejvyšší soutěži nastoupil ve 253 utkáních a dal 67 gólů.
Byl účastník mistrovství světa ve Francii roku 1938. Za československou reprezentaci odehrál 17 zápasů a vstřelil 2 góly. Na postu levého křídla byl v reprezentaci jeho konkurentem slávista Puč. 

## Ligová bilance
| Ročník                    | Zápasy | Góly | Klub               |
| ------------------------- | ------ | ---- | ------------------ |
| 1. asociační liga 1929/30 | 4      | 2    | AC Sparta Praha    |
| 1. asociační liga 1933/34 | 18     | 8    | SK Židenice        |
| Státní liga 1934/35       | 22     | 3    | SK Židenice        |
| Státní liga 1935/36       | 25     | 5    | SK Židenice        |
| Státní liga 1936/37       | 22     | 3    | SK Židenice        |
| Státní liga 1937/38       | 22     | 10   | SK Židenice        |
| Státní liga 1938/39       | 13     | 3    | SK Židenice        |
| Národní liga 1939/40      | 22     | 7    | SK Židenice        |
| Národní liga 1940/41      | 22     | 7    | SK Židenice        |
| Národní liga 1941/42      | 21     | 8    | SK Židenice        |
| Národní liga 1942/43      | 8      | 1    | SK Židenice        |
| Národní liga 1943/44      | 5      | 0    | SK Židenice        |
| Státní liga 1945/46       | 18     | 2    | SK Židenice        |
| Státní liga 1946/47       | 24     | 7    | SK Židenice        |
| Státní liga 1948          | 7      | 1    | Zbrojovka Židenice |
| CELKEM                    | 253    | 67   |                    |